# Ranatra quadridentata
Ranatra quadridentata är en insektsart som beskrevs av Carl Stål 1862. Ranatra quadridentata ingår i släktet Ranatra och familjen vattenskorpioner. Inga underarter finns listade i Catalogue of Life.